# スージー・クーパー
スージー・クーパー (Susie Cooper) の名で広く知られたスーザン・ヴェラ・クーパー（Susan Vera Cooper、1902年10月29日 - 1995年7月28日）は、1920年代から1980年代までストーク＝オン＝トレントの陶器産業界で働いた、イングランドの著名な陶器デザイナー。

## 生涯と業績
クーパーは、ストーク＝オン＝トレントのスタンフィールズ (Stanfields) に、7人きょうだいの末子として生まれた。彼女は幼い頃から絵を描くことに興味を示し、バースレム美術学校 (Burslem School of Art) の夜間教室に通って美術教育を受け始めた。1922年にA・E・グレイ社 (A.E. Gray & Co. Ltd) の製陶工場で働くようになったが、その目的のひとつはロイヤル・カレッジ・オブ・アートに入る足がかりとすることにあった。
グレイ社の創業者であるアルバート・エドワード・グレイ (Albert Edward Gray) は、クーパーの絵描きとして、デザイナーとしての才能をすぐに発見し、程なくしてクーパーは自分の手描きで花柄のデザインを制作するようになった。1923年、グレイ社はラスター彩の技法を用いたグロリア・ラスター・レンジ (the Gloria Lustre Range) のシリーズを始めた。1929年、装飾を描くだけでなく、陶器の形状もデザインしたいという望みを叶えるため、クーパーは、義兄アルバート・"ジャック"・ビーソン (Albert "Jack" Beeson) とともにグレイ社を退社し、自らの事業としてスージー・クーパー・ポッタリーズ (Susie Cooper Potteries) を設立した。
1938年には、結婚し、後に1男をもうけた。
その後、何十年間にもわたって、クーパーはウェッジウッドを含む数多くの陶器メーカーのために仕事をした。スージー・クーパー・ポッタリーズは、1966年にウェッジウッド・グループ傘下に入ったが、1980年にバースレム (Burslem) の工場が閉鎖されるまでは経営上の独立が維持された。
クーパーは、1940年にはロイヤル・ソサエティ・オブ・アーツからロイヤル・デザイナー・フォー・ インダストリー (Royal Designer for Industry, RDI) の称号を与えられ、1979年には大英帝国勲章 (OBE) を授与された。 エリザベス王太后は、クーパー作品の愛好者であったと伝えられている。
クーパーは80歳で引退してマン島へ移り住み、1995年に同地で没した。クラリス・クリフ (Clarice Cliff) やシャーロット・リード (Charlotte Rhead) など、スタッフォードシャー陶器業 (Staffordshire Potteries) の他の陶器デザイナーたちと同様に、クーパーの作品は陶器収集家の間に強い需要があり、高値が付けられている。